# Liste von Namensreaktionen/L
| Entdecker                                                           | Jahr                 | Reagenzien                                                                               | Kurzbeschreibung                                                                  | Zielmolekül(e)               | Quelle               |
| Ladenburg-Umlagerung                                                | Ladenburg-Umlagerung | Ladenburg-Umlagerung                                                                     | Ladenburg-Umlagerung                                                              | Ladenburg-Umlagerung         | Ladenburg-Umlagerung |
| ------------------------------------------------------------------- | -------------------- | ---------------------------------------------------------------------------------------- | --------------------------------------------------------------------------------- | ---------------------------- | -------------------- |
| Albert Ladenburg                                                    | 1888                 | Alkyl/Benzylpyridiniumhalogenide                                                         | Umlagerung durch Erhitzen                                                         | Alkyl-/Benzylpyridine        | [ 1 ]                |
| Reaktionsschema der Ladenburg-Umlagerung                            |                      |                                                                                          |                                                                                   |                              |                      |
| Ladenburg-Ringschluss                                               |                      |                                                                                          |                                                                                   |                              |                      |
| Albert Ladenburg                                                    | 1884                 | Tetramethyl-1,4-diamin-/Pentan-1,5-diamin-Hydrochlorid                                   | Ringschluss unter Abspaltung von Ammoniumchlorid                                  | Pyrrolidine/Piperidine       | [ 2 ]                |
| Lander-Umlagerung                                                   |                      |                                                                                          |                                                                                   |                              |                      |
| George Druce Lander                                                 | 1900                 | Alkylimidate, Iodmethan                                                                  | Umlagerung                                                                        | N-Alkylamide                 | [ 3 ] [ 4 ]          |
| Reaktionsschema der Lander-Umlagerung                               |                      |                                                                                          |                                                                                   |                              |                      |
| Lapworth-Kondensation                                               |                      |                                                                                          |                                                                                   |                              |                      |
| siehe Benzoin-Kondensation                                          |                      |                                                                                          |                                                                                   |                              |                      |
| Larock-Indolsynthese                                                |                      |                                                                                          |                                                                                   |                              |                      |
| Richard C. Larock                                                   | 1991                 | ortho-Iodaniline, Alkine, Palladium(II)-acetat                                           | palladium-katalysierte Anellierung                                                | Indole                       | [ 5 ]                |
| Reaktionsschema der Larock-Indolsynthese                            |                      |                                                                                          |                                                                                   |                              |                      |
| Lebedew-Prozess                                                     |                      |                                                                                          |                                                                                   |                              |                      |
| Sergei Wassiljewitsch Lebedew                                       | 1933                 | Ethanol, Magnesiumoxid-Aluminiumoxid-Silikat-Katalysator                                 | Dehydrierung zu Acetaldehyd, Dimerisierung zu Crotonaldehyd, Reaktion mit Ethanol | Butadien                     | [ 6 ]                |
| Lebedew-Methoxymethylierung                                         |                      |                                                                                          |                                                                                   |                              |                      |
| M. Yu. Lebedev                                                      | 1989                 | Alkene, Methoxymethylmethylsulfat                                                        | Addition                                                                          | Dimethoxyether               | [ 7 ]                |
| Lederer-Manasse-Rektion                                             |                      |                                                                                          |                                                                                   |                              |                      |
| siehe Baekeland-Manasse-Lederer-Reaktion                            |                      |                                                                                          |                                                                                   |                              |                      |
| Lehmstedt-Tănăsescu-Reaktion                                        |                      |                                                                                          |                                                                                   |                              |                      |
| Ioan Tănăsescu, Kurt Lehmstedt                                      | 1927                 | 2-Nitrobenzaldehyd, Aromaten, Natriumnitrit, Schwefelsäure                               | Cyclisierung                                                                      | Acridone                     | [ 8 ] [ 9 ]          |
| Reaktionsschema der Lehmstedt-Tănăsescu-Reaktion                    |                      |                                                                                          |                                                                                   |                              |                      |
| Lehn-Cryptandsythese                                                |                      |                                                                                          |                                                                                   |                              |                      |
| Jean-Marie Lehn                                                     | 1972                 | Polyoxyethylendiamine, Polyoxyethylendicarbonylchloride, Lithiumaluminiumhydrid, Diboran | reduktive Cyclisierung der Amine, verbrückende Amidierung, Reduktion              | Cryptanden                   | [ 10 ]               |
| Lemieux-Johnson-Oxidation                                           |                      |                                                                                          |                                                                                   |                              |                      |
| Raymond Urgel Lemieux, William Summer Johnson                       | 1956                 | Alkene, Osmiumtetroxid, Natriumperiodat                                                  | oxidative Spaltung                                                                | Aldehyde                     | [ 11 ]               |
| Reaktionsschema der Lemieux-Johnson-Oxidation                       |                      |                                                                                          |                                                                                   |                              |                      |
| Lemieux-von-Rudloff-Oxidation                                       |                      |                                                                                          |                                                                                   |                              |                      |
| Raymond Urgel Lemieux, Ernst von Rudloff                            | 1955                 | Alkene, Kaliumpermanganat, Natriumperiodat                                               | oxidative Spaltung                                                                | Aldehyde, Carbonsäuren       | [ 12 ]               |
| Letts-Nitrilsynthese                                                |                      |                                                                                          |                                                                                   |                              |                      |
| Edmund A. Letts                                                     | 1872                 | aromatische Carbonsäuren, Metallthiocyanate                                              | Substitution unter CO2-Abspaltung                                                 | aromatische Nitrile          | [ 13 ]               |
| Reaktionsschema der Letts-Nitrilsynthese                            |                      |                                                                                          |                                                                                   |                              |                      |
| Leuckart-Thiophenol-Reaktion                                        |                      |                                                                                          |                                                                                   |                              |                      |
| Rudolf Leuckart                                                     | 1890                 | Xanthogensäureester, Kalilauge                                                           | Spaltung                                                                          | Thiophenole                  | [ 14 ]               |
| Reaktionsschema der Leuckart-Thiophenol-Reaktion                    |                      |                                                                                          |                                                                                   |                              |                      |
| Leuckart-Wallach-Reaktion                                           |                      |                                                                                          |                                                                                   |                              |                      |
| Rudolf Leuckart, Otto Wallach                                       | 1885                 | Ketone/Aldehyde, Amine, Ameisensäure                                                     | reduktive Aminierung                                                              | tertiäre Amine               | [ 15 ] [ 16 ]        |
| Reaktionsschema der Leuckart-Wallach-Reaktion                       |                      |                                                                                          |                                                                                   |                              |                      |
| Levinstein-Prozess                                                  |                      |                                                                                          |                                                                                   |                              |                      |
| benannt nach der Firma von Ivan Levinstein                          | 1. WK                | Ethen, Dischwefeldichlorid                                                               |                                                                                   | Senfgas                      | [ 17 ]               |
| Ley-Oxidation                                                       |                      |                                                                                          |                                                                                   |                              |                      |
| Steven Ley                                                          | 1987                 | Alkohole, Tetrapropylammoniumperruthenat, N-Methylmorpholin-N-oxid                       | Oxidation                                                                         | Ketone/Aldehyde              | [ 18 ]               |
| Lieben-Reaktion                                                     |                      |                                                                                          |                                                                                   |                              |                      |
| siehe Haloform-Reaktion                                             |                      |                                                                                          |                                                                                   |                              |                      |
| Liebeskind-Srogl-Kupplung                                           |                      |                                                                                          |                                                                                   |                              |                      |
| Lanny S. Liebeskind, Jiri Srogl                                     | 2000                 | Boronsäuren, Thioester, Pd(0)-Komplex, Cu(I)-Verbindung                                  | Kupplungsreaktion                                                                 | Bildung einer C-C-Verbindung | [ 19 ]               |
| Reaktionsschema der Liebeskind-Srogl-Kupplung                       |                      |                                                                                          |                                                                                   |                              |                      |
| Liepa-Phenanthrensynthese                                           |                      |                                                                                          |                                                                                   |                              |                      |
| Andris J. Liepa                                                     | 1973                 | Stilbene, Vanadium(V)-oxidtrifluorid                                                     | intramolekulare Kupplung                                                          | Phenanthrene                 | [ 20 ]               |
| Lindgren-Oxidation                                                  |                      |                                                                                          |                                                                                   |                              |                      |
| Bengt O. Lindgren                                                   | 1973                 | Aldehyde, Natriumchlorit, Scavenger                                                      | Oxidation                                                                         | Carbonsäuren                 | [ 21 ]               |
| Lindlar-Hydrierung                                                  |                      |                                                                                          |                                                                                   |                              |                      |
| Herbert Lindlar                                                     | 1952                 | Alkine, Wasserstoff, Lindlar-Katalysator                                                 | selektive Hydrierung                                                              | Alkene                       | [ 22 ]               |
| Reaktionsschema der Lindlar-Hydrierung                              |                      |                                                                                          |                                                                                   |                              |                      |
| List-Mannich-Reaktion                                               |                      |                                                                                          |                                                                                   |                              |                      |
| Benjamin List                                                       | 2000                 | CH-acide Ketone, Aldehyde, Amine, Prolin (Katalysator)                                   | asymmetrische Mannich-Reaktion                                                    | chirale Amine                | [ 23 ]               |
| Lobry-de-Bruyn-Alberda-van-Ekenstein-Umlagerung                     |                      |                                                                                          |                                                                                   |                              |                      |
| C. A. Lobry de Bruyn, W. A. van Ekenstein                           | 1885                 | Aldosen/Ketosen, Säure                                                                   | Umlagerung                                                                        | Ketosen/Aldosen              | [ 24 ]               |
| Reaktionsschema der Lobry-de-Bruyn-Alberda-van-Ekenstein-Umlagerung |                      |                                                                                          |                                                                                   |                              |                      |
| Lombardo-Methylenierung (Takai-Lombardo-Reaktion)                   |                      |                                                                                          |                                                                                   |                              |                      |
| Luciano Lombardo                                                    | 1982                 | Ketone, Lombardo-Reagenz (Zink, Titan(IV)-chlorid, Dibrommethan)                         | Methenylierung                                                                    | Alkene                       | [ 25 ]               |
| Reaktionsschema Lombardo-Methylenierung                             |                      |                                                                                          |                                                                                   |                              |                      |
| Lossen-Abbau                                                        |                      |                                                                                          |                                                                                   |                              |                      |
| Wilhelm Lossen                                                      | 1872                 | Carbonsäurehydroxylamide, Base                                                           | Deprotonierung, Abspaltung von Carboxylat                                         | Isocyanate                   | [ 26 ]               |
| Reaktionsschema der Lossen-Abbau                                    |                      |                                                                                          |                                                                                   |                              |                      |
| Luche-Reaktion                                                      |                      |                                                                                          |                                                                                   |                              |                      |
| Jean Louis Luche                                                    | 1985                 | Aldehyde/Ketone, Allylhalogenide, Zink                                                   | Kupplungsreaktion                                                                 | Homoallylalkohole            | [ 27 ]               |
| Luche-Reduktion                                                     |                      |                                                                                          |                                                                                   |                              |                      |
| Jean-Louis Luche                                                    | 1981                 | α,β-ungesättigte Ketone, Cer(III)-chlorid, Natriumborhydrid                              | Reduktion                                                                         | Allylalkohole                | [ 28 ]               |
| Reaktionsschema der Luche-Reduktion                                 |                      |                                                                                          |                                                                                   |                              |                      |
| Lüttringhaus-Umlagerung                                             |                      |                                                                                          |                                                                                   |                              |                      |
| Arthur Lüttringhaus                                                 | 1938                 | Diphenylether, Phenylnatrium                                                             | Transmetallierung, Umlagerung                                                     | 2-Phenylphenol               | [ 29 ]               |